# Lirularia pygmaea
Lirularia pygmaea is een slakkensoort uit de familie van de Trochidae. De wetenschappelijke naam van de soort is voor het eerst geldig gepubliceerd in 1922 door Yokoyama.